# St. Marien (Bad Berka)

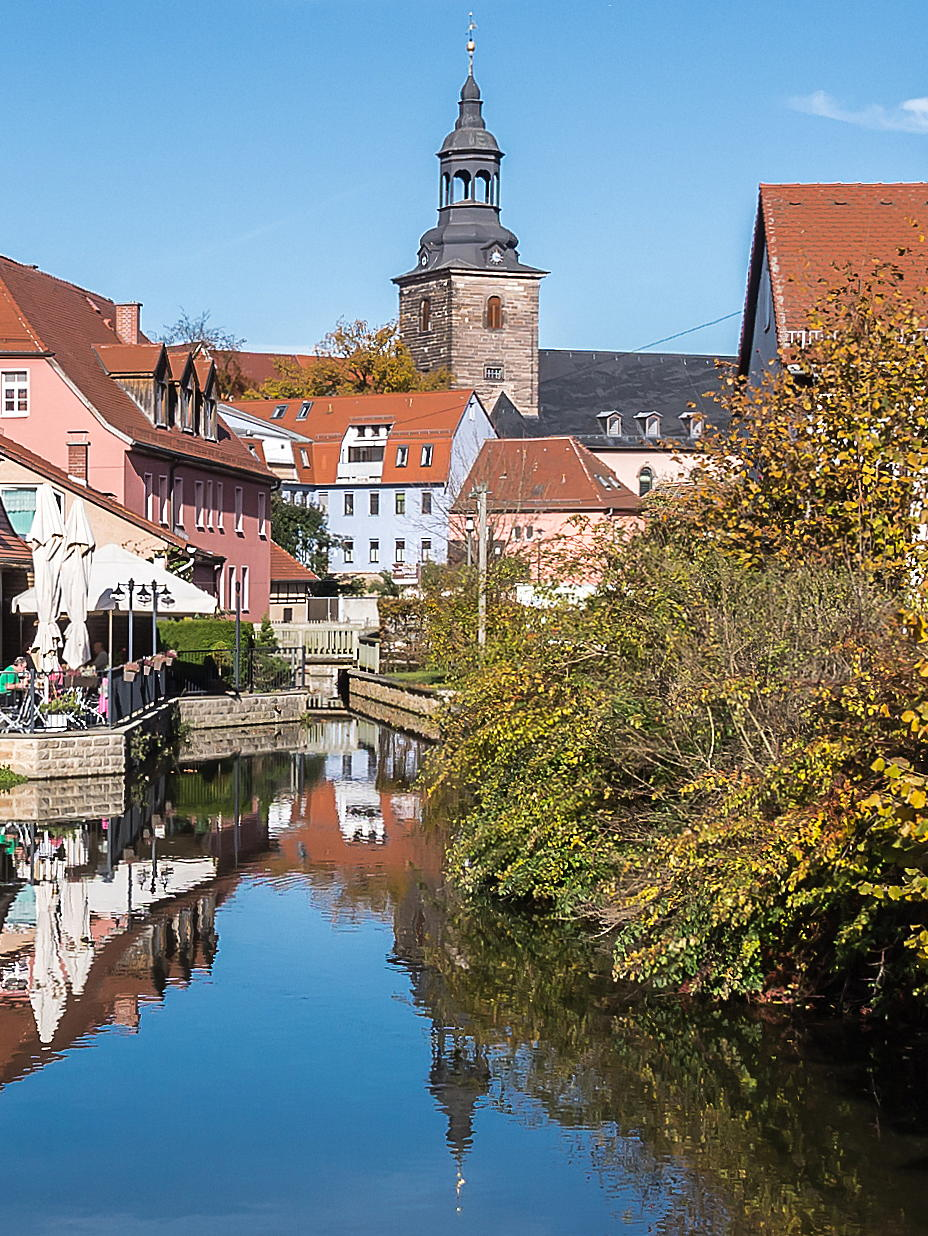
Turm und Schiff, vom Mühlgraben

Die evangelische Kirche St. Marien steht in Bad Berka im Landkreis Weimarer Land in Thüringen. Die Kirchengemeinde gehört zum Kirchenkreis Weimar der Evangelischen Kirche in Mitteldeutschland.

## Geschichte
Grundmauern einer romanischen Kapelle legte man 1906 bei Schachtarbeiten im Gelände des heutigen Liebfrauenweges frei, daher die heute noch erhaltene Flurbezeichnung „Liebfrauenweg“.
Der Standort der heutigen Kircheninsel wurde aus Gründen des Hochwasserschutzes gewählt. Auf der erhöhten Kircheninsel begann 1240 der Bau  eines Klosters samt Kirche. Pfarr- und Klosterkirche waren der Jungfrau Maria geweiht. Das Zisterzienserinnenkloster wurde nach dem Bauernkrieg 1525 aufgelöst. Ein großer Stadtbrand vernichtete 1608 auch Kirche, Pfarrhaus und Schule.
Herzog Ernst August von Sachsen-Weimar förderte 1727 den Wiederaufbau des Kirchturms, der am 1. November 1731 mit einem Knopffest gefeiert wurde. Ein Hirsch als Wetterfahne zeigte, dass Berka Mittelpunkt eines Jagdgebietes der Weimarer Herzöge war.

## Architektur

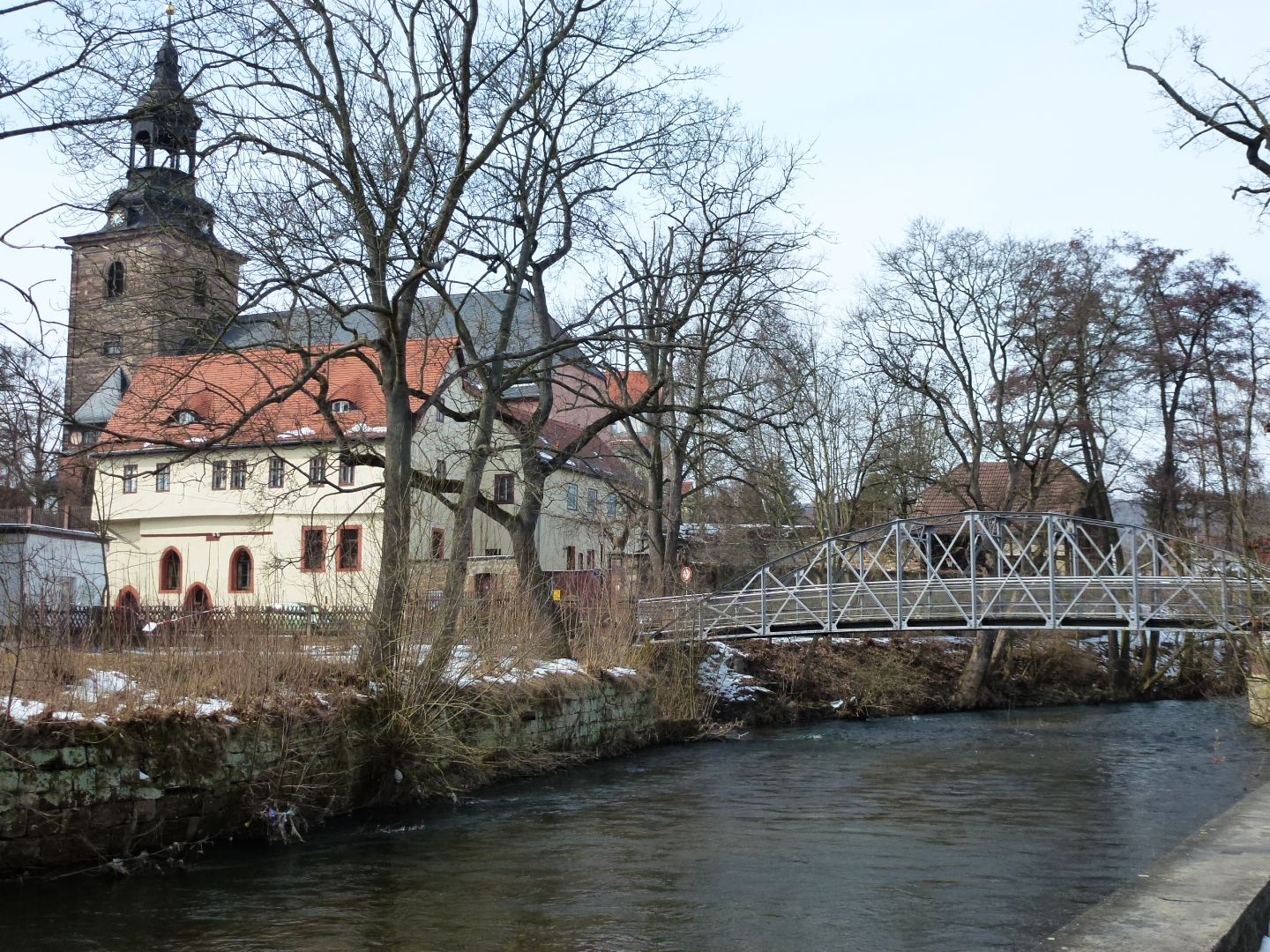
Südostansicht von der Ilm

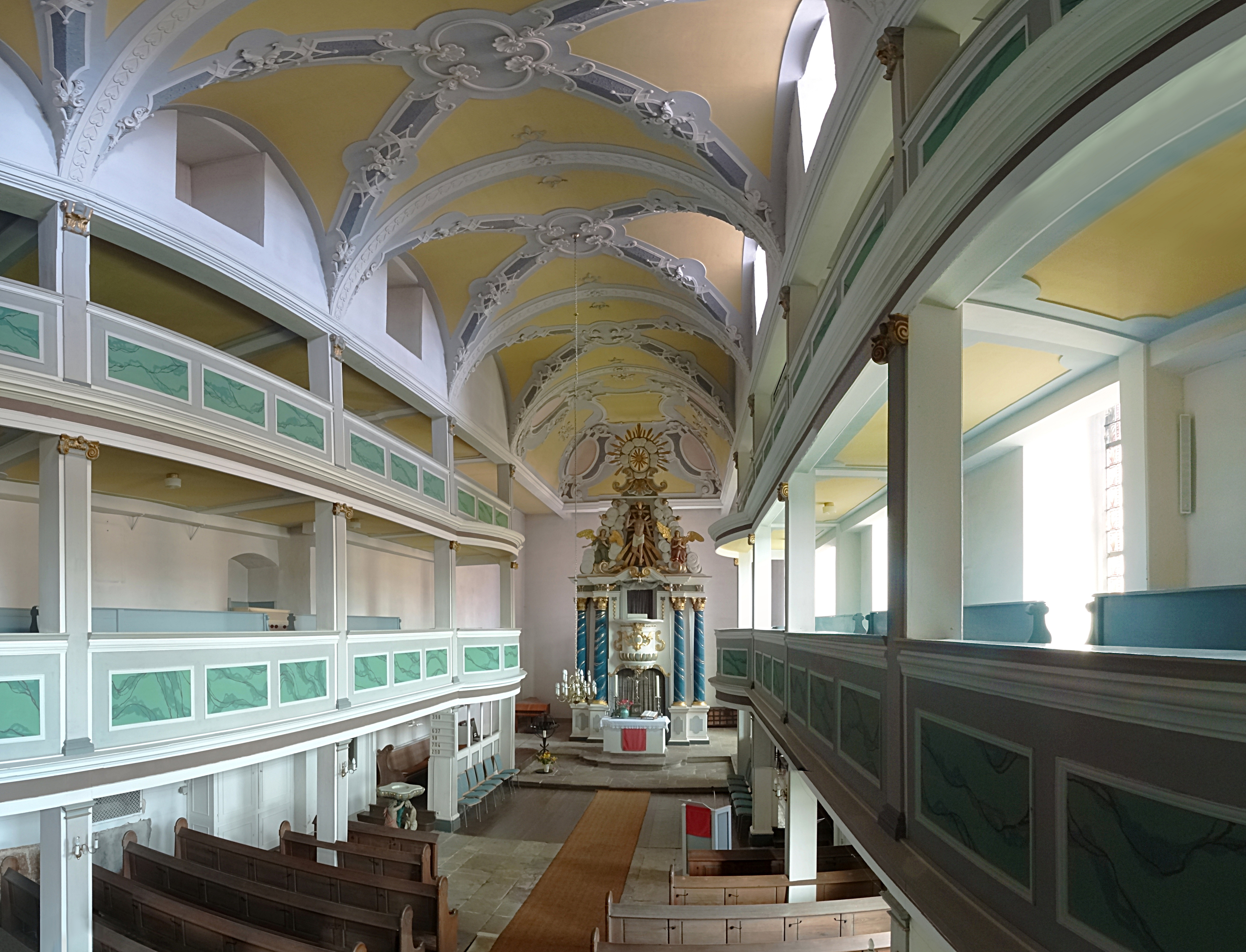
Obergaden rechts hell, links blind

Unter Verwendung der Grundmauern und Außenmauern der alten gotischen Klosterkirche wurde 1735 der einheitliche stattliche Barockbau der neuen Kirche errichtet. Der gotische Spitzbogen an der Ostwand und die Sandsteinwände am Hintereingang bezeugen die ältere baugeschichtliche Epoche.
Das rundbogige Kreuzrippengewölbe des Mittelschiffs hat Schildflächen und Schildbögen oberhalb der Emporen. Die südlichen Schildflächen enthalten Obergadenfenster, die ihr Licht aus Gauben erhalten, die nördlichen Obergaden sind blind. Somit ist St. Marien südseitig eine Basilika, obwohl die Obergaden von Außen nicht in Erscheinung treten. Nordseitig ist sie wegen der dort blinden Obergaden eine Pseudobasilika.

## Ausstattung
1739 schuf der Bildhauer Böhme den Kanzelaufbau. Zwei korinthische Säulenpaare, seit der letzten Renovierung in blau gefasst, tragen den Kanzelaufbau. Der ehemals schwebende Himmel ist 1954 entfernt worden. Der Taufstein mit der Darstellung der Taufe Jesu durch Johannes stammt aus dem Jahre 1739 und wurde später verändert. 1741 wurde die Kirche eingeweiht.
Die hohen Buntglasfenster wurden 1899 von Herrn Mirus aus Weimar gestiftet. Die letzte Innensanierung des Gotteshauses fand 1989 unter der Beratung des Weimarer Restaurators Horst Jährling statt.

### Orgel

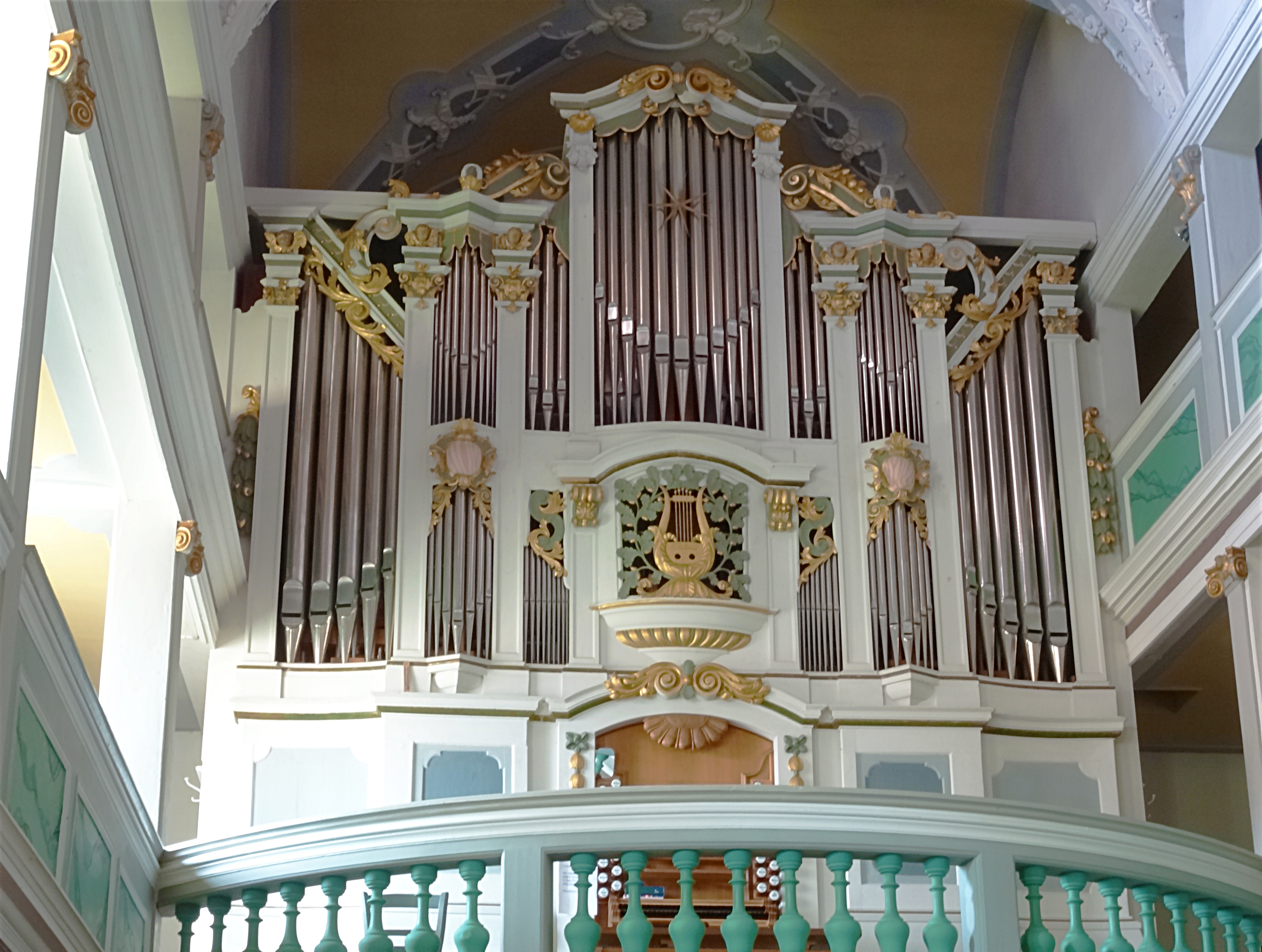
Die Orgel

Die Orgel wurde 1742/43 von Heinrich Nicolaus Trebs aus Weimar auf die zweite Empore der Westseite eingebaut. Johann Sebastian Bach erstellte die Disposition. 1922 stellte der Orgelbauer Böttcher aus Weimar die Orgel von mechanischer auf pneumatische Traktur um und setzte sie auf die erste Empore.
Im Dezember 1988 erfolgte der Abbruch der Orgel und im Mai 1991 wurde die von der Firma Böhm aus Gotha erbaute neue Orgel geweiht. Sie verfügt auf Hauptwerk, Oberwerk und Pedal über 26 klingende Register mit 1.859 Pfeifen und ist wieder nach dem mechanischen Prinzip errichtet. Vom alten Instrument wurde nur der weitgehend originale Prospekt von 1743 übernommen.

### Glocken
Im Turm befinden sich drei Glocken. Die größte mit dem Schlagton es1 wurde 1609 von Hieronymus Möringk aus Erfurt gegossen. Die beiden jüngeren sind zwei Bronzeglocken mit den Schlagtönen gis1 und cis2, die im Jahr 2015 im Kloster Maria Laach gegossen wurden.

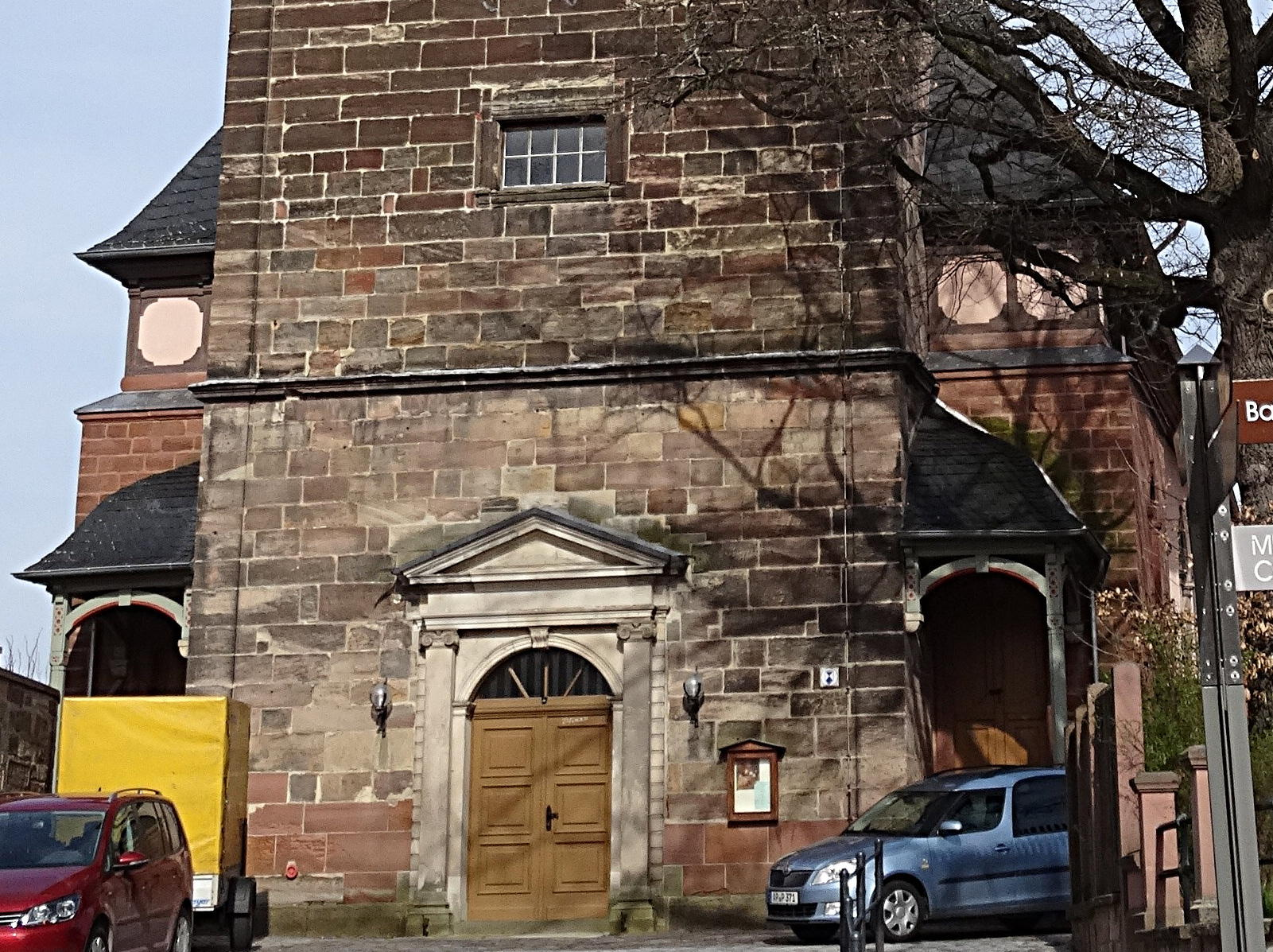
Westportal

| Foto | Gießer/ Gießort                | Gussart | Jahr | Ø (mm) | Masse (kg) | Nominal | Glockenzier und Inschriften | Glockengeschichte |
| ---- | ------------------------------ | ------- | ---- | ------ | ---------- | ------- | --- | --- |
|      | Hieronymus Moering[k] (Erfurt) | Bronze  | 1609 | 1280   | 24 Ztn.    | es1     | Schulter fünf stegbegrenzte Bänder in zwei und vier /ANNO M • DC • IX IN BERCKA HANG ICH • MEINEN KLANGK GEB(E) ICH • ALLEN CHRISTEN RVFF ICH • HIERONYMVS MOERINGK IN ERFFVRDT GOS MICH// ✿ ICH RVFF MIT MEINEM KLANGK VND SCHALL ZVM GOTTESDIENST DIE CHRISTEN ALL • O CHRISTE, MIT DE[INE]M GÖTTLICHEN • SCHEIN • ERLEVCHTE DIE HER[T]ZEN D[EINER] • G[EMEIN] • / breiter Fries aus Akanthusvoluten Wolm sieben runde Reifen (in Schlag übergehend) | 1608 Brand; drei Glocken schmelzen komplett; 1609 Glockenstuhl aus Holz mit drei Glocken auf dem heutigen Friedensplatz [ehemals Glockenhausplatz]; 1674 hölzerner Glockenstuhl durch Brand zerstört; 2. Weltkrieg nach Hamburg abgeliefert (11-23-27); 29.10.1949 Rückkehr (2. Liste 19.1.1951)                                                                             |
|      | Maria Laach                    | Bronze  | 2015 | (?)    | 771        | gis 1   | Schulter Blattwerkfries Flanke Relief Christus am Kreuz /SOLI DEO GLORIA/ Flanke (andere Seite) /ANNO DOMINI 2015//WURDE ICH IN MARIA LAACH//FÜR ST.MARIEN ZU BAD BERKA//GEGOSSEN//Gießerzeichen/ Wolm zwischen zwei runden Reifen /GLAUBE, HOFFNUNG, LIEBE, DIESE DREI; DIE LIEBE IST DIE GRÖSSTE UNTER IHNEN/ | 1609 Bronzeglocke Hieronymus Moering[k] (Erfurt); 1674 Glocke zersprungen; 1693 Bronzeglocke Johann Christoph Geyer (Erfurt); 1730 neuer Glockenturm; 1762 mit kleiner Glocke vom Turm geworfen; 1762 Bronzeglocke Johann Georg Ulrich (Apolda); 1917 Ablieferung und Einschmelzen; 1919 Eisenhartgussglocke Schilling & Lattermann (Apolda und Morgenröthe); 2015 abgehängt |
|      | Maria Laach                    | Bronze  | 2015 | (?)    | 304        | cis 2   | Schulter Blattwerkfries Flanke Relief Flanke (andere Seite) /ANNO DOMINI 2015//WURDE ICH IN MARIA LAACH/ /FÜR ST.MARIEN ZU BAD BERKA/ /GEGOSSEN//Gießerzeichen/ Wolm zwischen zwei runden Reifen /ICH WEISS DASS MEIN ERLÖSER LEBET/ | 1609 Bronzeglocke Melchior Moering[k] (Erfurt); 1674 Schmelzen der „Öhre“; 1693 Bronzeglocke Johann Christoph Geyer (Erfurt); 1730 neuer Glockenturm; 1762 zersprungen (vom Turm geworfen); 1762 Bronzeglocke Johann Georg Ulrich (Apolda); Verlust 1. Weltkrieg (eingeschmolzen); 1919 Eisenhartgussglocke Schilling & Lattermann (Apolda und Morgenröthe); 2015 abgehängt  |